# Nová Lehota
Nová Lehota (in ungherese Újszabadi, in tedesco Neuhau) è un comune della Slovacchia facente parte del distretto di Nové Mesto nad Váhom, nella regione di Trenčín.